# Andreas Werckmeister
Andreas Werckmeister (* 30. November 1645 in Benneckenstein; † 26. Oktober 1706 in Halberstadt) war ein deutscher Musiker und Musiktheoretiker der Barockzeit.

## Leben und Werk

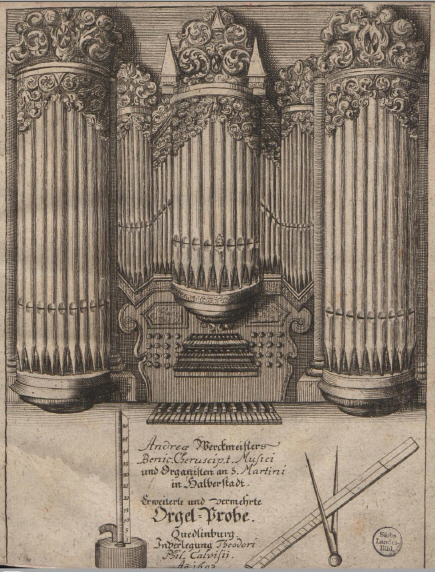
Die Titelseite von „Orgelprobe“ (1698)

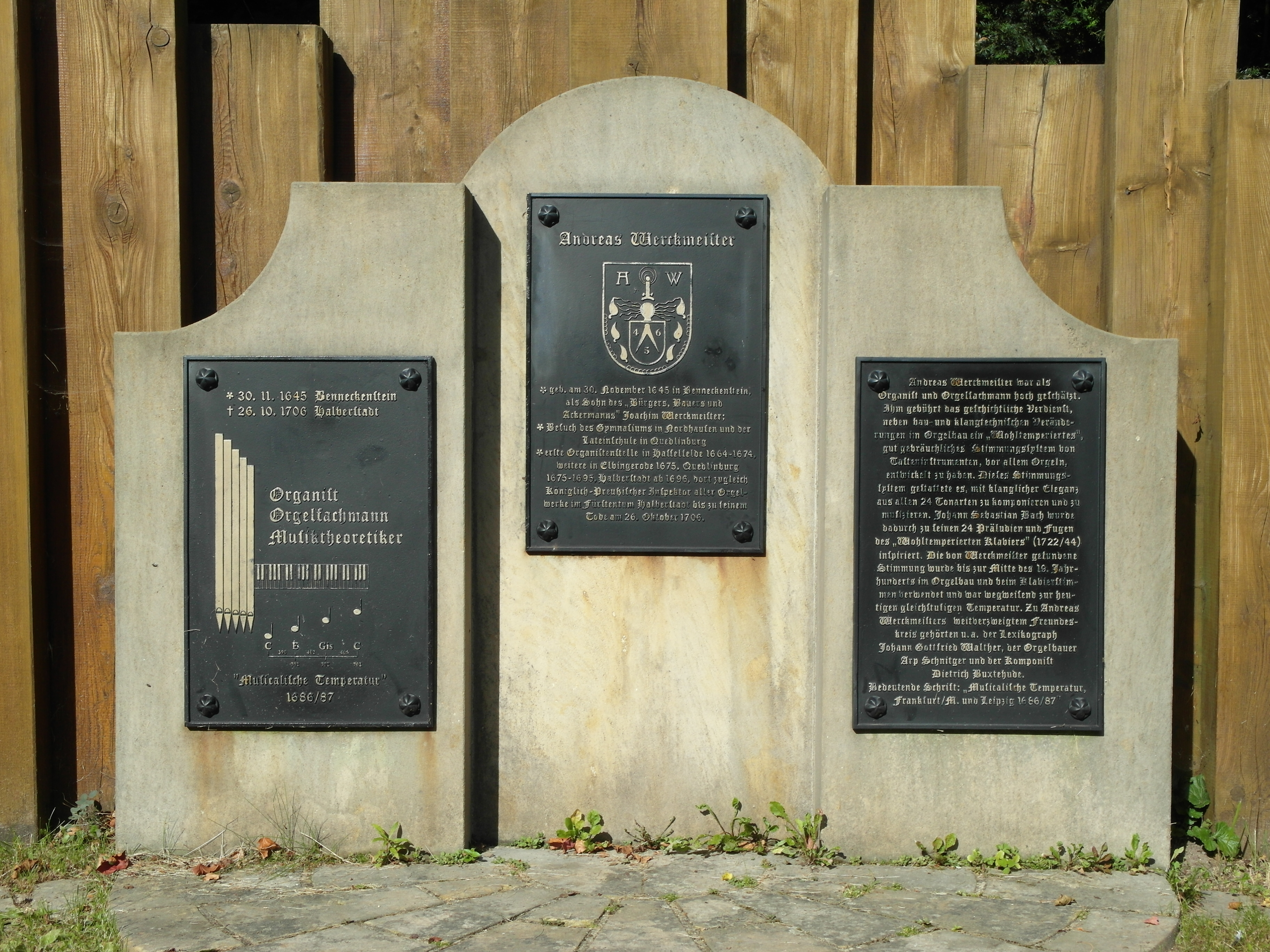
Denkmal in Werckmeisters Heimatort Benneckenstein

Werckmeister besuchte die Schulen in Nordhausen und in Quedlinburg. Er erhielt seine musikalische Ausbildung von seinen Onkeln Heinrich Christian Werckmeister und Heinrich Victor Werckmeister. 1664 wurde er Organist in Hasselfelde, 1674 Organist und Stadtschreiber in Elbingerode (Harz). 1675 erhielt er einen Ruf als Hoforganist an die Hof- und Stiftskirche St. Servatius in Quedlinburg. 1696 wurde er Organist der Martinikirche in Halberstadt.
Von seinen Kompositionen ist lediglich ein Heft erhalten: Violinstücke mit Generalbass unter dem Titel Musikalische Privatlust (1689).
Werckmeister ist der Nachwelt eher als Musiktheoretiker bekannt geworden, insbesondere mit seinen Schriften Musicae mathematicae hodegus curiosus… (1687) und Musikalische Temperatur, oder… (1691) sowie dem posthum erschienenen Werk Musicalische Paradoxal-Discourse (1707), in denen er die nach ihm benannten wohltemperierten Stimmungen (siehe Werckmeister-Stimmung) beschrieben hat.
Andreas Werckmeister war zweimal verheiratet. Mit seiner ersten Frau hatte er zwei Kinder. Nach deren Tod heiratete er 1682 Anna Salome geb. Seelmann, die Schwester des späteren Hamburger Hauptpastors Peter Theodor Seelmann, mit der er weitere vier Kinder hatte.
Der Film Die Werckmeisterschen Harmonien nimmt Bezug auf seine Musiktheorie.

## Werckmeisters Vorstellung von den grundlegenden Fähigkeiten eines Clavierspielers
Der damalige Begriff des „Claviers“ war umfassender als der heutige, denn es war damit jedes Instrument mit einer Klaviatur gemeint, insbesondere Orgel und Cembalo. Die vom Virtuosen des Claviers beherrschte Fähigkeit bestand darin, dass er wisse, „wie die Claves miteinander klingen“. Deshalb zeichne sich der gute Clavier-Spieler dadurch aus, dass er die „Natur des Claviers innehat“. Auch die heute geläufige Trennung zwischen dem Komponisten und dem Interpreten war dem Musikdenken zur Zeit Werckmeisters fremd. Die von ihm geschätzte Fähigkeit des Clavier-Spielers, „Clavier und Composition“ zu beherrschen, war identisch mit der handwerklichen Fähigkeit der Improvisation (Ex-tempore-Spiel). Auch beim Transponieren erkenne man, „ob ein Organist sein Clavier im Kopfe hat“. Wer Noten („Tabulaturen“) von anderen Komponisten abspielt, setzt sich dem Verdacht aus, ein Betrüger zu sein. Die Zuhörer werden dadurch „hinter das Licht geführet“, da der angebliche Kenner von „Clavier und Composition“ nur die musikalischen Gedanken von anderen – quasi als Plagiat – nachspielt. Deswegen sei es nötig, dass man sich „ein wenig vorsehen / und nicht jedem Prahler alsobald glauben möchte: Denn viele bilden sich ein / sie wissen schon alles“. Wer nicht improvisieren kann, bleibet immer „an der Tabulatur hangen / stümpert so etwas hin / und kömmt nicht weiter.“ Werckmeister hatte in seinem Traktat 'Cribrum musicum' (S. 42–60) das 52. Kapitel aus dem Musikalischen Quack-Salber von Johann Kuhnau (1660–1722) zitiert, um seine Vorstellung vom wahren Virtuosen zu bekräftigen. Kuhnau definierte den „wahren Virtuosen“ als einen Künstler, der in Lage ist, eine „ex tempore componierte vollstimmige Sinfonia oder Sounata“ zu spielen. Ein musikalischer Quack-Salber ist hingegen ein Musiker, der keine Improvisationsfähigkeiten besitzt.

## Musiktheorie auf der Basis der pythagoreisch-platonischen Philosophie und der Natürlichen Theologie
Werckmeister ist neben Lorenz Christoph Mizler einer der letzten Vertreter einer bis zur Antike reichenden Verbindung von Philosophie, Musiktheorie und Theologie. Die Idee einer auf Musik basierenden Theologie, die im Rahmen einer Natürlichen Theologie die Offenbarung in der Heiligen Schrift ergänzt und insbesondere für die „Gottlosen“ einen Sinn ergäbe, hatte Andreas Werckmeister in der Spätschrift Musicalische Paradoxal-Discourse geäußert. Im Vorbericht zu dem posthum 1707 von seinen Erben veröffentlichten Werk weist er seine Leser auf die „Musicam in numeris theologizenticam, oder Musicam Theologicam“ hin. Schließlich offenbare sich Gott neben der Offenbarung in der Heiligen Schrift auch in dem Lichte der Natur. Werckmeister hatte in der genannten Schrift seine Gedanken in dem Kapitel „Von der Zahlen geheimen Deutung“ formuliert: „Diese Zahlen 1. 2. 3. 4. 5. 6. und 8. sind nun ein Corpus der völligen Harmonie […]. Sie können uns Schatten-Weise das Wesen des Allmächtigen Gottes abbilden / wie er von Ewigkeit in seiner ewigen Natur / ehe der Welt-Grund geleget war / gewesen ist.“ Gotteserkenntnis sei also schattenweise schon von Anbeginn der Schöpfung durch die Einsicht in die sich in der Musik offenbarende Harmonie möglich gewesen.

## Schriften
- Musicae mathematicae hodegus curiosus, oder richtiger musicalischer Weg-Weiser. Calvisi, Franckfurt 1686. (Digitalisat)
- Musicalische Temperatur. Calvisius, Quedlinburg u. a. 1691 (Nachdruck: (=Schriftenreihe zur mitteldeutschen Musikgeschichte. Serie 1: Quellenschriften. Bd. 1). Mit einem Nachwort von Mark Lindley. Ziethen, Oschersleben 2001, ISBN 3-932090-12-8).
- Der edlen Music-Kunst Würde, Gebrauch und Mißbrauch, 1691 (Digitalisat)
- Hypomnemata Musica Oder Musicalisches Memorial. Calvisius, Quedlinburg 1697. (Digitalisat)
- Erweiterte und verbesserte Orgel-Probe. Calvisius, Quedlinburg 1698. (Digitalisat)
- Die Nothwendigsten Anmerckungen und Regeln. Wie der General-Baß Wol könne tractiret werden. Struntz, Aschersleben 1698. (Digitalisat)
- D.A. Steffani … Send-Schreiben, darinnen enthalten, wie große Gewißheit di Music aus ihren Principiis und Grund-Sätzen habe …, Quedlinburg und Aschersleben 1699. (Digitalisat)
- Cribum Musicum, oder musicalisches Sieb. Zum Druck befördert durch Joh. G. Carln. Calvisius, Quedlinburg 1700. (Digitalisat)
- Harmonologia Musica oder Kurtze Anleitung Zur Musicalischen Composition. Calvisius, Frankfurth/Leipzig 1702. (Digitalisat)
- Organum Gruningense redivivum., 1705 (Digitalisat)
- Musicalische Paradoxal-Discourse. Calvisius, Quedlinburg 1707. (Digitalisat)